# Nijō Yasumichi
Nijō Yasumichi (二条 康道) (1607 - 1666), fils de Kujō Yukiie fils adopté de Nijō Akizane, est un noble de cour (kugyō japonais du début de la période Edo. Il exerce la fonction de régent sesshō de l'impératrice Meishō et de l'empereur Go-Kōmyō, 1635 à 1647. Il épouse une fille de l'empereur Go-Yōzei, et le couple a un enfant, Nijō Mitsuhira.

## Source de la traduction
- (en) Cet article est partiellement ou en totalité issu de l’article de Wikipédia en anglais intitulé « Nijō Yasumichi » (voir la liste des auteurs).